# 錫拉傑甘傑沙達爾烏帕齊拉
錫拉傑甘傑沙達爾乌帕齐拉是孟加拉国錫拉傑甘傑縣的一个乌帕齐拉，位於拉傑沙希专区的錫拉傑甘傑縣。。

## 人口
據1991年孟加拉國人口普查，錫拉傑甘傑沙達爾共有戶數71,511戶，人口389160人。其中男性佔比51.54%，女性佔比48.46%；成年人口195,911人。該地7歲以上人口之平均識字率為29.8%。